# Кримська обласна рада депутатів трудящих XII скликання
Кримська обласна рада депутатів трудящих дванадцятого скликання — представничий орган Кримської області у 1969—1971 роках.
Нижче наведено список депутатів Кримської обласної ради 12-го скликання, обраних 16 березня 1969 року в загальних та особливих округах. Всього до Кримської обласної ради 12-го скликання було обрано 173 депутати по відкритих округах. Депутатів, обраних по закритих військових округах, у пресі не публікували.
| Прізвище, ім'я, по-батькові          | Місто чи район           | Виборчий округ | Посада | Примітки                          |
| ------------------------------------ | ------------------------ | -------------- | --- | --------------------------------- |
| Авілова Марія Іванівна               | Керч                     | № 25           | кранівниця заводу залізобетонних виробів № 6 тресту «Керчметалургбуд»                                         |                                   |
| Авраамов Георгій Миколайович         | Сімферопольський район   | № 139          | директор радгоспу «Виноградний»                                                                               |                                   |
| Алейникова Ніна Йосипівна            | Сімферополь              | № 29           | начальник заводу жорстких шкіряних виробів Сімферопольського шкіряно-взуттєвого комбінату імені Дзержинського |                                   |
| Амосяцька Галина Михайлівна          | Білогірський район       | № 82           | бригадир овочівницької бригади колгоспу «Росія»                                                               |                                   |
| Антипова Ганна Михайлівна            | Сімферопольський район   | № 143          | ланкова овочівницької бригади                                                                                 |                                   |
| Арсієнко Неля Іванівна               | Сімферополь              | № 30           | ткаля Сімферопольської ткацької фабрики                                                                       |                                   |
| Бабенко Марта Омелянівна             | Красноперекопський район | № 109          | гідротехнік радгоспу «Воїнський»                                                                              |                                   |
| Барановський Василь Васильович       | Севастополь              | № 164          | голова Кримської обласної ради професійних спілок                                                             |                                   |
| Басалаєва Віра Андріївна             | Сімферополь              | № 50           | кондуктор трамваю Сімферопольського трамвайно-тролейбусного парку                                             |                                   |
| Бескровний Володимир Сергійович      | Сімферополь              | № 38           | машиніст тепловоза Сімферопольського локомотивного депо                                                       |                                   |
| Бессараб Леонтій Григорович          | Ялта                     | № 69           | електрозварник заводу залізобетонних виробів тресту «Ялтаспецбуд»                                             |                                   |
| Бєляков Микола Семенович             | Феодосія                 | № 61           | зварник-аргонник Феодосійського механічного заводу                                                            |                                   |
| Біла Олександра Іванівна             | Нижньогірський район     | № 118          | швачка Нижньогірського районного комбінату побутового обслуговування                                          |                                   |
| Білокопитова Валентина Олександрівна | Совєтський район         | № 146          | бригадир овочівницької бригади                                                                                |                                   |
| Білолипецька Тамара Степанівна       | Сімферополь              | № 37           | бригадир Сімферопольської швейної фабрики імені Крупської                                                     |                                   |
| Бобашинський Володимир Олександрович | Сімферополь              | № 28           | редактор газети «Кримська правда»                                                                             |                                   |
| Богдашкін Павло Іванович             | Чорноморський район      | № 149          | голова Чорноморського райвиконкому                                                                            |                                   |
| Бондаренко Віктор Гаврилович         | Сімферополь              | № 44           | бригадир будівельного управління № 1 тресту «Сімферопольпромбуд»                                              |                                   |
| Бондаренко Любов Абрамівна           | Севастополь              | № 172          | бригадир виноградарської бригади радгоспу «Золота балка»                                                      |                                   |
| Бородіна Ганна Павлівна              | Джанкойський район       | № 89           | бригадир овочівницької бригади колгоспу «Батьківщина»                                                         |                                   |
| Борщева Алла Йосипівна               | Керч                     | № 26           | арматурниця Азовського заводу будівельних матеріалів                                                          |                                   |
| Братищенко Максим Євдокимович        | Бахчисарайський район    | № 78           | робітник радгоспу «Ароматний»                                                                                 |                                   |
| Варичев Михайло Якович               | Алушта                   | № 1            | голова Алуштинського міськвиконкому                                                                           |                                   |
| Васильєв Віктор Васильович           | Красногвардійський район | № 105          | голова правління колгоспу                                                                                     |                                   |
| Вершков Дмитро Дементійович          | Феодосія                 | № 52           | голова Феодосійського міськвиконкому                                                                          |                                   |
| Власенко Леонід Йосипович            | Джанкойський район       | № 87           | бригадир |                                   |
| Войтович Євдокія Степанівна          | Сімферополь              | № 41           | електрослюсар Сімферопольської ДРЕС імені Леніна                                                              |                                   |
| Волосович Валентина Яківна           | Керч                     | № 19           | рибороздільниця Керченського рибоконсервного заводу                                                           |                                   |
| Волошин Віктор Миколайович           | Джанкойський район       | № 91           | завідувач майстерень                                                                                          |                                   |
| Галіс Тамара Михайлівна              | Севастополь              | № 162          | водій тролейбуса Севастопольського тролейбусного управління                                                   |                                   |
| Галітрова Ганна Пилипівна            | Севастополь              | № 152          | робітниця |                                   |
| Гармаш Микола Данилович              | Роздольненський район    | № 128          | старший чабан радгоспу «Роздольненський»                                                                      |                                   |
| Гетьман Олександра Павлівна          | Сімферопольський район   | № 140          | бригадир промислового стада курей птахофабрики «Південна»                                                     |                                   |
| Гетьманчук Марія Петрівна            | Кіровський район         | № 97           | виноградар колгоспу                                                                                           |                                   |
| Головатова Діна Володимирівна        | Ялта                     | № 63           | телеграфіст Ялтинського міського вузла зв’язку                                                                |                                   |
| Головко Раїса Іллівна                | Кіровський район         | № 98           | бригадир виноградарської бригади радгоспу «Старокримський»                                                    |                                   |
| Гончаренко Ніна Миколаївна           | Красногвардійський район | № 100          | бригадир садівницької бригади колгоспу «Дружба народів»                                                       |                                   |
| Гренюк Лідія Михайлівна              | Феодосія                 | № 57           | майстер |                                   |
| Гржибовський Микола Гілярович        | Бахчисарайський район    | № 74           | бригадир садівницької бригади радгоспу імені Чкалова                                                          |                                   |
| Гульчак Борис Миколайович            | Совєтський район         | № 147          | секретар Кримського обласного комітету КПУ                                                                    |                                   |
| Гуменюк Любов Іванівна               | Чорноморський район      | № 150          | зоотехнік колгоспу «Шлях Леніна»                                                                              |                                   |
| Давидова Олександра Василівна        | Красноперекопський район | № 106          | виноградар колгоспу                                                                                           |                                   |
| Дашко Валентина Олексіївна           | Сімферопольський район   | № 137          | робітниця |                                   |
| Денисенко Іван Федорович             | Севастополь              | № 158          | начальник Головного управління рибної промисловості Азово-Чорноморського басейну                              |                                   |
| Докукін Євген Петрович               | Севастополь              | № 166          | бригадир слюсарів Севастопольських механічних майстерень                                                      |                                   |
| Дубов Валентин Федорович             | Керч                     | № 24           | голова Керченського міськвиконкому                                                                            |                                   |
| Дубровін Володимир Іванович          | Ялта                     | № 68           | начальник комбінату «Кримбуд»                                                                                 |                                   |
| Дума Марія Василівна                 | Первомайський район      | № 124          | зоотехнік колгоспу «Схід»                                                                                     |                                   |
| Емін Аркадій Кузьмович               | Керч                     | № 20           | 1-й секретар Керченського міського комітету КПУ                                                               |                                   |
| Євгеньєва Надія Арсентіївна          | Сімферополь              | № 32           | бригадир Сімферопольської трикотажної фабрики № 1                                                             |                                   |
| Єрашов Віктор Миколайович            | Сакський район           | № 132          | бригадир-тваринник колгоспу                                                                                   |                                   |
| Єфремова Алла Михайлівна             | Севастополь              | № 173          | електрослюсар Севастопольського заводу                                                                        | повноваження припинені 1970 року  |
| Жидких Володимир Олександрович       | Євпаторія                | № 12           | водій Євпаторійського автотранспортного об’єднання № 11063                                                    |                                   |
| Жучков Іван Федорович                | Бахчисарайський район    | № 79           | голова Бахчисарайського райвиконкому                                                                          |                                   |
| Зайцев Михайло Сергійович            | Сакський район           | № 129          | голова Сакського райвиконкому                                                                                 |                                   |
| Захаров Віталій Федорович            | Севастополь              | № 161          | начальник Кримського обласного управління внутрішніх справ                                                    |                                   |
| Захар'ян Левон Калустович            | Джанкойський район       | № 88           | голова колгоспу «Заповіт Леніна»                                                                              |                                   |
| Зозуля Людмила Олексіївна            | Сімферополь              | № 48           | монтажниця |                                   |
| Іванін Леонід Якович                 | Бахчисарайський район    | № 75           | начальник Кримського обласного управління меліорації і водного господарства                                   |                                   |
| Іванов Георгій Іларіонович           | Сімферополь              | № 36           | завідувач кафедри дитячої хірургії Кримського медичного інституту                                             |                                   |
| Іванова Катерина Олександрівна       | Красногвардійський район | № 101          | бригадир виноградарської бригади колгоспу імені Калініна                                                      |                                   |
| Івановський Георгій Васильович       | Красногвардійський район | № 104          | начальник Кримського обласного управління культури                                                            |                                   |
| Ільїн Віктор Іванович                | Красногвардійський район | № 103          | голова Красногвардійського райвиконкому                                                                       |                                   |
| Кадулін Іван Степанович              | Нижньогірський район     | № 120          | голова Нижньогірського райвиконкому                                                                           |                                   |
| Калиміна Раїса Петрівна              | Феодосія                 | № 54           | контролер відділу технічного контролю Феодосійської тютюнової фабрики                                         |                                   |
| Калиниченко Віра Борисівна           | Ялта                     | № 70           | бригадир-виноградар винрадгоспу «Лівадія»                                                                     |                                   |
| Камінський Іван Олександрович        | Севастополь              | № 159          | водій автоколони № 2203 міста Севастополя                                                                     |                                   |
| Камнєв Микола Миколайович            | Євпаторія                | № 13           | токар-автоматник Євпаторійського машинобудівного заводу                                                       |                                   |
| Капустін Іван Олександрович          | Керч                     | № 22           | машиніст |                                   |
| Кармазин Катерина Петрівна           | Джанкойський район       | № 92           | гідротехнік колгоспу «Росія»                                                                                  |                                   |
| Кириченко Микола Карпович            | Красногвардійський район | № 102          | 1-й секретар Кримського обласного комітету КПУ                                                                |                                   |
| Кирін Георгій Семенович              | Роздольненський район    | № 127          | голова Роздольненського райвиконкому                                                                          |                                   |
| Классова Олександра Панасівна        | Сімферополь              | № 45           | старший майстер Сімферопольського електротехнічного заводу                                                    |                                   |
| Коваленко Дмитро Дмитрович           | Нижньогірський район     | № 119          | голова Кримського обласного об’єднання «Сільгосптехніка»                                                      |                                   |
| Коноваленко Михайло Михайлович       | Сакський район           | № 135          | завідувач відділу організаційно-партійної роботи Кримського обласного комітету КПУ                            |                                   |
| Корень Віра Федорівна                | Бахчисарайський район    | № 80           | завідувач навчальної частини Бахчисарайської середньої школи № 1                                              |                                   |
| Корнєєв Микола Іванович              | Севастополь              | № 170          | прокурор Кримської області                                                                                    |                                   |
| Король Іван Овксентійович            | Ялта                     | № 71           | голова Ялтинського міськвиконкому                                                                             |                                   |
| Котляр Валентина Іванівна            | Ленінський район         | № 116          | агроном-виноградар колгоспу імені Войкова                                                                     |                                   |
| Кудря Марія Григорівна               | Роздольненський район    | № 126          | економіст колгоспу                                                                                            |                                   |
| Кузнєцов Сергій Миколайович          | Ленінський район         | № 115          | голова Ленінського райвиконкому                                                                               |                                   |
| Куликов Іван Іванович                | Севастополь              | № 160          | студент Севастопольського приладобудівного інституту                                                          |                                   |
| Куликов Юрій Сергійович              | Керч                     | № 23           | рибак-радист                                                                                                  |                                   |
| Куришев Олександр Іванович           | Сімферопольський район   | № 145          | голова Кримської обласної планової комісії                                                                    |                                   |
| Курятина Ніна Андріївна              | Нижньогірський район     | № 121          | бригадир садівницької бригади колгоспу                                                                        | повноваження припинені 1970 року  |
| Кучерук Микола Ілліч                 | Євпаторія                | № 9            | завідувач Кримського обласного відділу соціального забезпечення                                               |                                   |
| Лавриненко Світлана Борисівна        | Керч                     | № 27           | фрезерувальниця Керченського металургійного заводу імені Войкова                                              |                                   |
| Лазаревська Єлизавета Пилипівна      | Ялта                     | № 67           | старша медсестра                                                                                              |                                   |
| Лахно Валентина Іванівна             | Севастополь              | № 163          | провідник залізничної станції Севастополь                                                                     |                                   |
| Лешуков Анатолій Георгійович         | Кіровський район         | № 96           | голова правління Кримської обласної спілки споживчих товариств                                                |                                   |
| Лозицька Валентина Михайлівна        | Феодосія                 | № 56           | помічниця майстра цеху Феодосійської панчішної фабрики                                                        |                                   |
| Лозовий Михайло Панасович            | Сімферополь              | № 42           | голова Сімферопольського міськвиконкому                                                                       |                                   |
| Лохматова Людмила Петрівна           | Ленінський район         | № 112          | бригадир молочнотоварної ферми колгоспу                                                                       | повноваження припинені 10.07.1970 |
| Лук'янов Юрій Панасович              | Севастополь              | № 171          | машиніст дробильних машин                                                                                     |                                   |
| Лущенко Сергій Петрович              | Сакський район           | № 130          | робітник |                                   |
| Макарова Валентина Іванівна          | Севастополь              | № 169          | електромонтажниця                                                                                             |                                   |
| Макєєв Андрій Іванович               | Сімферополь              | № 49           | начальник Кримського обласного управління торгівлі                                                            |                                   |
| Максимова Валентина Федорівна        | Ялта                     | № 72           | рибороздільниця Ялтинського рибокомбінату                                                                     |                                   |
| Макухін Олексій Наумович             | Керч                     | № 18           | 2-й секретар Кримського обласного комітету КПУ                                                                |                                   |
| Малахова Людмила Олександрівна       | Євпаторія                | № 15           | пекар | повноваження припинені 10.07.1970 |
| Мамонтова Ксенія Борисівна           | Ленінський район         | № 117          | голова колгоспу імені XIX партз’їзду                                                                          |                                   |
| Маркович Тетяна Володимирівна        | Севастополь              | № 153          | маляр Севастопольських арматурних майстерень                                                                  |                                   |
| Медведєва Валентина Іванівна         | Севастополь              | № 155          | швачка Севастопольської швейної фабрики                                                                       |                                   |
| Медведєва Катерина Назарівна         | Бахчисарайський район    | № 77           | бригадир-тютюнник колгоспу імені Ілліча                                                                       |                                   |
| Мельниченко Людмила Федорівна        | Білогірський район       | № 81           | майстер цеху плодопереробки Білогірського районного харчового комбінату                                       |                                   |
| Мецов Петро Георгійович              | Феодосія                 | № 62           | завідувач Кримського обласного відділу охорони здоров’я                                                       |                                   |
| Мисов Леонід Дмитрович               | Євпаторія                | № 10           | голова Євпаторійського міськвиконкому                                                                         |                                   |
| Михалевська Антоніда Михайлівна      | Сімферополь              | № 47           | слюсар-складальник Сімферопольського електромашинобудівного заводу                                            |                                   |
| Мишкін Петро Андрійович              | Білогірський район       | № 85           | бригадир садівницької бригади радгоспу «Передгір’я»                                                           |                                   |
| Мірошниченко Володимир Миколайович   | Білогірський район       | № 84           | голова Білогірського райвиконкому                                                                             |                                   |
| Мойсеєв Микола Андрійович            | Первомайський район      | № 123          | 1-й заступник голови Кримського облвиконкому                                                                  | загинув 18.07.1970                |
| Мордвинов Василь Михайлович          | Бахчисарайський район    | № 76           | голова колгоспу імені Леніна                                                                                  |                                   |
| Надуда Павло Романович               | Керч                     | № 17           | формувальник                                                                                                  |                                   |
| Низовий Іван Никонович               | Феодосія                 | № 58           | завідувач відділу комунального господарства Кримського облвиконкому                                           |                                   |
| Ончурова Раїса Михайлівна            | Джанкой                  | № 6            | верстатниця деревообробного цеху Джанкойського машинобудівного заводу                                         |                                   |
| Осипов Анатолій Семенович            | Первомайський район      | № 125          | голова Первомайського райвиконкому                                                                            |                                   |
| Павлинова Ніна Анатоліївна           | Красноперекопський район | № 108          | робітниця-мотористка                                                                                          |                                   |
| Павлов Михайло Федорович             | Сімферополь              | № 31           | слюсар Сімферопольського машинобудівного заводу                                                               |                                   |
| Панюк Лариса Миколаївна              | Керч                     | № 16           | майстер Керченського рибокомбінату                                                                            |                                   |
| Парамєєв Володимир Васильович        | Джанкой                  | № 5            | голова Джанкойського міськвиконкому                                                                           |                                   |
| Перебийніс Антоніна Іванівна         | Сакський район           | № 131          | садівник колгоспу імені Горького                                                                              |                                   |
| Планетов Семен Олександрович         | Кіровський район         | № 93           | голова Кіровського райвиконкому                                                                               |                                   |
| Політицька Зінаїда Василівна         | Феодосія                 | № 55           | бракувальниця Феодосійського пиво-безалкогольного заводу                                                      |                                   |
| Полякова Ніна Петрівна               | Сімферополь              | № 39           | токар Сімферопольського заводу продовольчого машинобудування імені Куйбишева                                  |                                   |
| Полянська Віра Василівна             | Алушта                   | № 2            | складальниця цеху                                                                                             |                                   |
| Попов Василь Борисович               | Джанкой                  | № 8            | бригадир |                                   |
| Попов Іван Федорович                 | Джанкой                  | № 7            | водій |                                   |
| П'янков Федір Олександрович          | Алушта                   | № 4            | завідувач фінансового відділу Кримського облвиконкому                                                         |                                   |
| Радченко Михайло Іванович            | Джанкойський район       | № 90           | голова Джанкойського райвиконкому                                                                             |                                   |
| Ревкін Михайло Васильович            | Сімферополь              | № 40           | 1-й секретар Сімферопольського міського комітету КПУ                                                          |                                   |
| Решетинський Павло Володимирович     | Ялта                     | № 64           | водій Ялтинського автотранспортного підприємства № 11122                                                      |                                   |
| Рибалко Ніна Захарівна               | Сакський район           | № 134          | бригадир овочівницької бригади Прибережненського радгоспу-технікуму                                           |                                   |
| Рижкова Маргарита Олександрівна      | Євпаторія                | № 11           | заступниця головного лікаря Євпаторійської міської лікарні                                                    |                                   |
| Рош Борис Іванович                   | Білогірський район       | № 83           | головний агроном колгоспу «За мир»                                                                            |                                   |
| Руденко Надія Іллівна                | Красноперекопський район | № 111          | бригадир-рисівник радгоспу «П’ятиозерний»                                                                     |                                   |
| Руднєва Валентина Василівна          | Алушта                   | № 3            | бригадир виноградарської бригади радгоспу «Алушта»                                                            |                                   |
| Рябицева Пелагія Іванівна            | Кіровський район         | № 94           | електрозварниця Старокримського заводу залізобетонних виробів                                                 |                                   |
| Садовська Зінаїда Миколаївна         | Ленінський район         | № 114          | сортувальниця інкубатора                                                                                      |                                   |
| Сахаров Юрій Іванович                | Сімферополь              | № 51           | секретар Кримського облвиконкому                                                                              |                                   |
| Світличний Володимир Іванович        | Совєтський район         | № 148          | інструктор Кримського обласного комітету КПУ; голова Совєтського райвиконкому                                 |                                   |
| Семенчук Василь Леонтійович          | Джанкойський район       | № 86           | заступник голови Кримського облвиконкому                                                                      |                                   |
| Семихіна Раїса Антонівна             | Чорноморський район      | № 151          | завідувачка молочнотоварної ферми радгоспу «Каракуль»                                                         |                                   |
| Сергієнко Олександра Федорівна       | Кіровський район         | № 95           | виноградар колгоспу «Україна»                                                                                 |                                   |
| Сердюк Микола Кузьмович              | Ленінський район         | № 113          | начальник Кримського обласного управління сільського господарства                                             |                                   |
| Сєнічкіна Ольга Марківна             | Нижньогірський район     | № 122          | головний агроном колгоспу імені Войкова                                                                       |                                   |
| Сидоренко Віктор Андрійович          | Ялта                     | № 65           | слюсар Ялтинського заводу пластмасових виробів                                                                |                                   |
| Скороходов Олексій Васильович        | Красногвардійський район | № 99           | токар Красногвардійського районного об’єднання «Сільгосптехніка»                                              |                                   |
| Слизовський Леонід Макарович         | Феодосія                 | № 59           | керуючий відділення винрадгоспу «Судак»                                                                       |                                   |
| Смуригіна Валентина Іванівна         | Севастополь              | № 154          | електромонтажниця Севастопольських електроремонтних майстерень                                                |                                   |
| Смуток Ніна Василівна                | Сімферопольський район   | № 138          | виноградар |                                   |
| Солодовник Леонід Дмитрович          | Севастополь              | № 167          | секретар Кримського обласного комітету КПУ                                                                    |                                   |
| Сороколєт Зінаїда Леонтіївна         | Сімферополь              | № 34           | робітниця Сімферопольського консервного заводу імені 1 Травня                                                 |                                   |
| Стенковий Павло Макарович            | Севастополь              | № 157          | голова Севастопольського міськвиконкому                                                                       |                                   |
| Ступицький Іван Петрович             | Севастополь              | № 156          | 1-й секретар Кримського обласного комітету ЛКСМУ                                                              |                                   |
| Табота Віктор Васильович             | Севастополь              | № 168          | тесля будівельного управління № 42 тресту «Севастопольбуд»                                                    |                                   |
| Тарасюк Іван Степанович              | Сімферопольський район   | № 144          | голова Сімферопольського райвиконкому                                                                         |                                   |
| Твердохлєбова Олександра Василівна   | Сімферополь              | № 46           | доцент кафедри Кримського державного педагогічного інституту імені Фрунзе                                     |                                   |
| Титова Клавдія Іванівна              | Севастополь              | № 165          | токар Севастопольських механічних майстерень                                                                  |                                   |
| Тищенко Валентина Григорівна         | Керч                     | № 21           | контролер-сортувальник Керченського склотарного заводу                                                        |                                   |
| Тішин Михайло Леонтійович            | Ялта                     | № 66           | секретар Кримського обласного комітету КПУ                                                                    |                                   |
| Туркалова Раїса Сергіївна            | Сімферопольський район   | № 142          | бригадир-тютюнник радгоспу «Перевальний»                                                                      |                                   |
| Федяй Ганна Юхимівна                 | Сімферополь              | № 43           | штукатур |                                   |
| Фисіна Тамара Макарівна              | Сакський район           | № 136          | бригадир виноградарської бригади радгоспу «Євпаторійський»                                                    |                                   |
| Хлинов Юрій Олександрович            | Красноперекопський район | № 107          | заступник голови Кримського облвиконкому                                                                      |                                   |
| Цвєтков Василь Олександрович         | Феодосія                 | № 53           | електрик-моторист Феодосійської електростанції морського порту                                                |                                   |
| Чемодуров Трохим Миколайович         | Сімферополь              | № 35           | голова Кримського облвиконкому                                                                                |                                   |
| Чубаркіна Тамара Олексіївна          | Ялта                     | № 73           | заступник головного лікаря санаторію «Нижня Ореанда»                                                          |                                   |
| Шаповалова Олена Василівна           | Сакський район           | № 133          | завідувачка молочнотоварної ферми колгоспу «Світанок»                                                         |                                   |
| Шитикова Олена Леонідівна            | Сімферополь              | № 33           | палітурниця                                                                                                   |                                   |
| Шляєв Михайло Федорович              | Красноперекопський район | № 110          | голова Красноперекопського райвиконкому                                                                       |                                   |
| Штурко Надія Гаврилівна              | Євпаторія                | № 14           | швачка-мотористка Євпаторійської швейної фабрики                                                              |                                   |
| Штикало Федір Єфремович              | Сімферопольський район   | № 141          | завідувач Кримського обласного відділу народної освіти                                                        |                                   |
| Щукіна Віра Гнатівна                 | Феодосія                 | № 60           | робітниця-виноградар радгоспу «Коктебель»                                                                     |                                   |
| Марченко Клавдія Іванівна            | Нижньогірський район     | № 121          | бригадир виноградарської бригади колгоспу «Заповіт Леніна»                                                    | дообрана 25.03.1970               |
| Калініна Олена Дмитрівна             | Ленінський район         | № 112          | виноградар радгоспу «Семисотка»                                                                               | дообрана 8.12.1970                |
| М'ягков Степан Петрович              | Первомайський район      | № 123          | голова Первомайського райвиконкому                                                                            | дообраний 8.12.1970               |
| Шевелєва Валентина Іванівна          | Євпаторія                | № 15           | пекар Євпаторійського хлібокомбінату                                                                          | дообрана 8.12.1970                |
| Абрамова Надія Устинівна             | Севастополь              | № 173          | 1-й секретар Ленінського районного комітету КПУ міста Севастополя; заступник голови Кримського облвиконкому   | дообрана 29.12.1970               |

31 березня 1969 року відбулася 1-а сесія Кримської обласної ради депутатів трудящих 12-го скликання. Головою виконкому обраний Чемодуров Трохим Миколайович; першим заступником голови виконкому — Мойсеєв Микола Андрійович;  заступниками голови виконкому — Семенчук Василь Леонтійович,  Хлинов Юрій Олександрович; секретарем облвиконкому — Сахаров Юрій Іванович.
Головами комісій Кримської обласної Ради депутатів трудящих обрані: мандатної — Коноваленко Михайло Михайлович, планово-бюджетної — Радченко Михайло Іванович, з питань промисловості, транспорту і зв'язку — Дубов Валентин Федорович, з питань сільського господарства — Авраамов Георгій Миколайович, з питань народної освіти — Твердохлєбова Олександра Василівна, з питань культурно-освітньої роботи — Король Іван Овксентійович, з питань торгівлі і громадського харчування — Мірошниченко Володимир Миколайович, з питань побутового обслуговування населення — Вершков Дмитро Дементійович, з питань будівництва і промисловості будівельних матеріалів — Шляєв Михайло Федорович, з питань комунального господарства, благоустрою і шляхового будівництва — Мисов Леонід Дмитрович, з питань соціалістичної законності і охорони державного та громадського порядку — Корнєєв Микола Іванович, з питань охорони здоров'я і соціального забезпечення — Іванов Георгій Іларіонович, у справах молоді — Емін Аркадій Кузьмович.
Сесія затвердила обласний виконавчий комітет у складі: голова планової комісії — Куришев Олександр Іванович, завідувач відділу народної освіти — Штикало Федір Єфремович, завідувач відділу охорони здоров'я —Мецов Петро Георгійович, завідувач фінансового відділу — П'янков Федір Олександрович,  завідувач відділу соціального забезпечення — Кучерук Микола Ілліч, завідувач відділу комунального господарства —Низовий Іван Никонович, завідувач відділу з використання трудових резервів — Максименко М.К.,  завідувач організаційно-інструкторського відділу — Татарников Олексій Ілліч, завідувач архівного відділу — Бєлікова Олександра Дем'янівна, завідувач загального відділу — Левченко Григорій Федорович, начальник відділу у справах будівництва і архітектури — Мелік-Парсаданов Віктор Паруйрович, начальник управління внутрішніх справ — Захаров Віталій Федорович, начальник управління сільського господарства — Сердюк Микола Кузьмович, начальник управління меліорації і водного господарства — вакансія, начальник управління торгівлі — Макєєв Андрій Іванович, начальник управління місцевої промисловості — Зав'ялов Петро Михайлович, начальник управління побутового обслуговування населення — Кайоткін В'ячеслав Миколайович, начальник управління професійно-технічної освіти — Овдієнко Микола Андрійович, начальник управління культури — Івановський Георгій Васильович, начальник управління кінофікації — Кожухов Петро Пантелійович, начальник виробничо-технічного управління зв'язку – Проскурін Іван Прокопович, начальник управління з преси — Клязника Володимир Єгорович, начальник управління хлібопродуктів — Канібас П.Ф., начальник управління харчової промисловості — Раєвський Д.І., начальник управління лісового господарства і лісозаготівель — Ісаєнко О.Б., начальник управління капітального будівництва — Усик Аркадій Михайлович, начальник виробничого управління будівництва та експлуатації автомобільних доріг — Строков Я.А., начальник управління постачання і збуту — Бєлоконь Панас Микитович, голова комітету народного контролю — Гарматько Іван Миколайович. 